# Rathgar
Rathgar ((ga) Ráth Garbh) est un quartier se situant dans la banlieue de Dublin en Irlande, à 3 km et au sud du centre-ville. Il se situe près de Rathmines. Le nom du quartier signifie en gaélique siginfie « fort rugueux ».
La population de Rathgar est de 8 394 habitants. C'est un quartier résidentiel, mais il est aussi possible d'y trouver de nombreux restaurants et des boutiques spécialisées. 
Le quartier comporte trois églises : l'église presbytérienne du Christ de Rathgar, l'église catholique des Trois Patrons, construites toutes les deux dans les années 1860 et l'église du Sion d'Irlande.
Le tramway de Dublin s'arrête à Rathgar. Il y a beaucoup de grands arbres. La rivière Dodder délimite le sud du quartier. Les prix des maisons sont élevés par rapport à Dublin dans ce quartier.

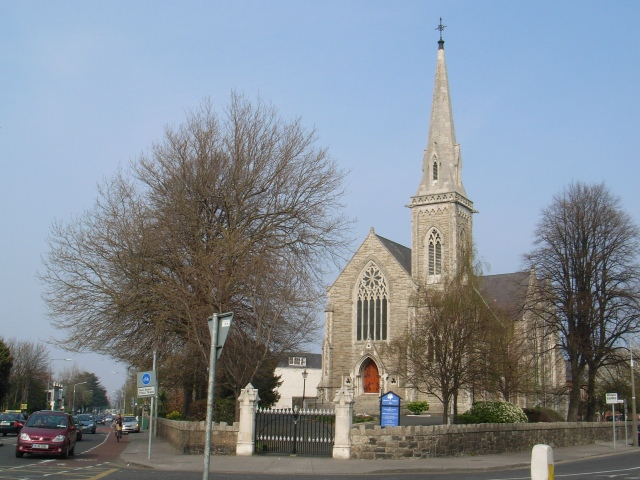
Christ Church, Rathgar

Le Rathgar et Rathmines Musical Society y organise des spectacles. Il y a quelques lycées, l'université de Rathgar et de Stratford, ainsi qu'un club de tennis le Rathgar Tennis et Bowling Club. L’hôpital Saint Luke se trouve également dans ce quartier. Les deux districts sont les districts de Cowper et de Brighton Square. 
L’ambassade de Russie se trouve rue Orwell dans ce quartier. Le centre d'examen du permis de conduire de Dublin se trouve également à Rathgar.
L'ancien président d’Irlande Erskine Childers et l'écrivain James Joyce sont originaires de Rathgar ; la diplomate Sheila Murphy y est décédée.